# 大衛·布魯爾
大衛·布魯爾（英語：David Bloor，1942年—），愛丁堡大學荣誉退休教授，科學研究小組教授與前主任。他是愛丁堡學派的關鍵人物，並在科学知识社会学以及科技与社会研究 (STS) 發展中扮演著重要的角色。其最為人知的是提倡科學知識的社會學中的「強綱領」(Strong Programme （页面存档备份，存于）)，此觀點的詳細闡釋可見於其作品《知識與社會意象》(Knowledge and Social Imagery)。